# Kostel Panny Marie Bolestné (Hamry)
Kostel Panny Marie Bolestné v Hamrech na Šumavě na Klatovsku, zvaný také Kollerův kostel, byl vystavěn v letech 1773 až 1774 na místě původní kaple na pozemku Kollerova dvora. Odtud název Kollerův kostel. Kostel byl vysvěcen 11. října 1774.

## Historie

### Stav kostela po roce 1946
Odbor školství a kultury okresního národního výboru v Klatovech ve své zprávě číslo jednací: škol / 464 / 65 – círk. – St. ze dne 15. března 1965 mimo jiné uvedl:
"Otázka kostela, farní budovy a hřbitova v obci Hamry je zdejšímu odboru velmi dobře známa. Celá tato situace nevznikla v posledním roce, nýbrž táhne se již od roku 1950, kdy ze státně – bezpečnostních důvodů celé území obce Hamry bylo pojato do hraničního pásma, a tím se stalo, jak pro duchovní správu, tak i pro obyvatelstvo mimo obec nepřístupné. Následkem této nepřístupnosti a nemožnosti dozoru se stalo, že budova kostela, tak zvlášť budova fary i hřbitova došly k dnešnímu dezolátnímu stavu."
K výše uvedenému bylo podle zápisů v kronice Národní školy v Hamrech zjištěno, že ve školním roce 1949 / 1950 vyučoval římskokatolické náboženství pan farář Jan Kopačka z Dešenic, ve školním roce 1950 / 1951 je již záznam: „Náboženství římskokatolickému nedojíždí do zdejší školy nikdo vyučovat, protože správce duchovní obce neměl povolenku do hraničního pásma.“ Od 10.dubna 1950 se o kostel starala paní kostelnice Anna Důlovcová, která bydlela s rodinou v domku Hamry čp. 28 pod kostelem. Poslední svatba v hamerském kostele byla dne 16.září 1951 a poslední pokřtění v kostele se uskutečnilo dne 27.května 1954.
Duchovní správce ze Zelené Lhoty P. Zdeněk Krištov zapsal v roce 1955 do farní kroniky následující záznam:
Poněvadž kostel Bolestné Panny Marie v Hamrech byl v žalostném stavu a kostelní předměty byly rozkrádány, zbývající tam cenné předměty byly převezeny do zdejšího kostela (do Zelené Lhoty). Byly to zpovědnice, Getsemanská zahrada (schází socha svatého Jakuba), socha Růžencové Panny Marie a velký kříž.
Ve zprávě Odboru školství a kultury okresního národního výboru v Klatovech, číslo jednací: škol / 189 / 1964 – St. ze dne 1. června 1964 ve věci projednávání návrhu na demolici kostelů ve Svaté Kateřině a v Uhlišti se tento návrh rozšiřuje o demolici kostela P. Marie Bolestné v Hamrech. Ve zprávě se mimo jiné uvádí, že v zájmu turistiky a cizineckého ruchu směřujícího směrem k Železné Rudě se doporučuje, aby tato církevní budova (kostel) byla demolována v prvním pořadí. Hamry samotné jsou z velké části vylidněny, náboženský život takřka žádný, ani do budoucna, a nejnutnější církevní úkony stačí zařídit farní úřad v Zelené Lhotě.
Ve zprávě Odboru školství a kultury okresního národního výboru v Klatovech, číslo jednací: škol / 464 / 65 – círk. – St. ze dne 15. března 1965 ve věci projednávání stavu církevních objektů (kostel, fara a hřbitov) v obci Hamry se mimo jiné uvádí: „Podle našeho názoru nemuselo by zatím dojít k demolici kostela a to pro jeho krajinnou dominantu (o památku se nejedná) a prozatímní zabezpečení vchodů kostela.“
Ve zprávě Odboru školství a kultury okresního národního výboru v Klatovech, číslo jednací: škol / 464 / 1966 – St. ze dne 8. března 1966 ve věci demolice farní budovy čp. 31 na stavební parcele číslo 137 v Hamrech se mimo jiné uvádí následující: „Demolice farního kostela v Hamrech v současné době, i když perspektivně se s ním nepočítá, nepokládáme za nutnou pro jeho přechodné zabezpečení.“
V závěru komunistického režimu mu hrozila demolice, ale díky finančním příspěvkům potomků původních německých obyvatel obce se jej podařilo zachránit.

### Nové posvěcení kostela
Kostel byl po opravě znovu posvěcen 11. září 1993 sídelním biskupem českobudějovickým Mons. Dr. Antonínem Liškou. První bohoslužba v nově opraveném kostele byla sloužena 12. září 1993 sídelním biskupem plzeňským Mons. Františkem Radkovským.
Od 24. května 1996 je kostel chráněn jako kulturní památka České republiky.

## Hřbitov sv. Marie
U Kollerova kostela v Hamrech se nachází hřbitov sv. Marie, dříve na pozemkové parcele číslo katastrální 1478 o výměře 0,1516 ha v katastrálním území Hamry (nyní parcela 3103/1 a 3103/2 v katastrálním území Hamry).
Podle údajů ze hřbitovní matriky – matriční kniha B, ročník 1950, strana 1., číslo řadové 1.bylo na hřbitově sv. Marie v Hamrech provedeno poslední pohřbení dne 13. března 1950. Ve zprávě Odboru školství a kultury Okresního národního výboru v Klatovech ze dne 15. března 1965, číslo jednací: škol. 464 / 65 – círk. – St. o stavu církevních objektů v obci Hamry se mimo jiné píše: „Co se hřbitova týká, jeho zničení pokládáme za věc nedůstojnou člověka. Toto zničení začalo rovněž od roku 1946 po odsunu Němců. Poněvadž dodnes je patrné, že byly otvírány hrobky, nemohlo se tak dít za jiným účelem, než za hledáním zlata. K tomu přistupovalo porážení a ničení křížů a náhrobků, často jen z toho důvodu, že to patřilo Němcům. Přidáme-li k tomu situaci, že nejméně již 15 let se na hřbitově nepochovává a je bez dohledu, máme nynější jeho stav.“
Rada Místního národního výboru v Zelené Lhotě rozhodnutím ze dne 11. února 1969 podle par. 24 vyhlášky ministerstva zdravotnictví číslo 47 / 1966 Sb. o pohřebnictví, zrušila s účinností k 1. březnu 1969 hřbitov sv. Marie v Hamrech z důvodu dezolátního stavu pohřebiště.
V současné době je hřbitov sv. Marie ve vlastnictví Obce Hamry.

## Římskokatolická farnost Hamry[11]
Římskokatolická farnost Hamry byla obsazena duchovním správcem do 28. října 1946, kdy administrátor P. Anton Kohlnhofer odešel do odsunu do Německa / Oberschneiding, okres Straubing.
- od 1. prosince 1946 farnost Hamry spravována excurrendo ze Železné Rudy / P. Karel Pavel Janeček, administrátor
- od 1. března 1948 farnost Hamry spravována excurrendo ze Železné Rudy / P. Josef Peksa, administrátor

- od 1. listopadu 1948 farnost Hamry spravována excurrendo z Dešenic / P. Jan Kopačka, administrátor
- od 1. května 1952 farnost Hamry spravována excurrendo z Nýrska / P. Jan Kopačka, administrátor
- od 1. června 1954 farnost Hamry spravována excurrendo ze Zelené Lhoty / P. Jan Trpák, administrátor
- od 1. listopadu 1955 farnost Hamry spravována excurrendo ze Zelené Lhoty / P. Zdeněk Krištof, administrátor
- od 1. října 1961 farnost Hamry spravována excurrendo z Nýrska / P. Jan Kopačka, administrátor
- od 1. dubna 1963 farnost Hamry spravována excurrendo z Nýrska / P. Mgr. František Xaver Štribl,  administrátor
- od 1. dubna 1966 farnost Hamry spravována excurrendo z Nýrska / P. František Uhlíř, administrátor

- od 1. června 1971 farnost Hamry spravována excurrendo z Nýrska / P. Josef Šimsa, administrátor
- od 1. ledna 2005 farnost Hamry spravována excurrendo z Nýrska / P. Petr Jandera, administrátor ve Strážově
- od 1. září 2011 farnost Hamry spravována excurrendo z Nýrska / P. Mgr. Ryszard Potega, administrátor

-od 1.září 2024 farnost Hamry spravována excurrendo z Nýrska / Mons.Mgr.Josef Žák, administrátor
Podle zápisů v církevní matrice, od 1. prosince 1946 do 31. března 1948 vykonával nepravidelně úkony duchovní správy v Hamrech i P. Jaroslav Josef Šálek, administrátor z Nýrska.
Od 1. ledna 2005 do 31. prosince 2010 vykonával v Hamrech pravidelně církevní úkony P. Josef Šimsa, výpomocný duchovní z Nýrska.
Farář Karel Pavel Janeček měl velký počet přátel z českého uměleckého prostředí, např. Jan Werich, Zdeněk Kalista a další.
Římskokatolická farnost Hamry patřila do 30. května 1993 do Diecéze českobudějovické a od 31. května 1993 do Diecéze plzeňské.
Kollerův kostel v Hamrech nyní patří pod správu Římskokatolické farnosti v Nýrsku.

### Farní matriky
Matriky pro farní obvod Hamry jsou vedeny od roku 1786 do 31. prosince 1949. Sedm matričních knih je zachováno v originále. Bohužel 13. matričních knih bylo zničeno, dochovaly se pouze druhopisy matrik uložených v archivu Biskupství českobudějovického. Ve zprávě Odboru školství a kultury Okresního národního výboru v Klatovech ze dne 15. března 1965, číslo jednací: škol. 464/65 – círk. – St. o stavu církevních objektů v obci Hamry se mimo jiné píše: „Pokud se farní budovy v Hamrech týká, poznamenáváme toto – po odsunu německého duchovního za hranice v r. 1946 zůstala farní budova prázdná, avšak v úplném pořádku. Když však roku 1948 byly Hamry přiřazeny k farnímu úřadu v Zelené Lhotě, byla již fara zdemolována. Okna a okenní rámy byly vytrhány, podlahy odstraněny, dveře a zárubně odstraněny. V bývalé kanceláři se válel po podlaze část bývalého farního archivu, toho času již zničeného.“
Výše uvedené matriční knihy byly 6.ledna 1950 odevzdány na matriční úřad Místního národního výboru v Železné Rudě.
Od 1.ledna 1950 jsou založeny nové matriky pro farnost Hamry a to : 
1. matrika pokřtěných,kniha A, poslední matriční zápis 27.května 1954, 
2. matrika oddaných, kniha C, poslední matriční zápis 16.září 1951,
3. matrika pohřbených, kniha B, poslední matriční zápis 13.března 1950.

## Kašna
Na prostranství před kostelem v Hamrech je umístěna historická žulová kašna s nápisem Jakob Wierer a s letopočtem 1846. Od 2. července 2016 je kašna chráněna jako kulturní památka České republiky.

## Společná cesta Panny Marie Bolestné s Ježíškem
Ke kostelu vede pěší stezka s názvem „Společná cesta Panny Marie Bolestné s Ježíškem“, která byla vysvěcena plzeňským biskupem Mons. Františkem Radkovským dne 5. září 2004. Do původních žulových kamenů z bývalé křížové cesty byly osazeny keramické plastiky vyjadřující sedm bolestí Panny Marie. Další čtyři plastiky od klatovského keramika Gustava Fifky zdobí jako volné pokračování díla prostory kostela.
Sedm bolestí Panny Marie zahrnuje Simeonovo proroctví; Herodovo pronásledování a útěk Svaté rodiny do Egypta; Hledání Ježíše v Jeruzalémě; Setkání bolestné Matky se Synem, nesoucím kříž na Kalvárii; Ukřižování Páně; Položení mrtvého Syna Ježíše Krista Marii na klín; Uložení Ježíše do hrobu.